# بانک مرکزی آذربایجان
بانک مرکزی آذربایجان (به ترکی آذربایجانی: Azərbaycan Mərkəzi Bankı) بانک مرکزی جمهوری آذربایجان است.
دفتر مرکزی این بانک در پایتخت کشور جمهوری آذربایجان، شهر باکو واقع شده‌است. این بانک با نام «بانک ملی جمهوری آذربایجان» با فرمان رئیس‌جمهور وقت آذربایجان، حیدر علی‌اف، برای ایجاد بانک ملی جمهوری آذربایجان از تاریخ ۱۱ فوریه ۱۹۹۲ تأسیس شد. بانک ملی جمهوری آذربایجان پس از تصویب قانون رفرم جمهوری آذربایجان در مورد «ایجاد و اصلاح قانون اساسی جمهوری آذربایجان» از ۱۸ مارس ۲۰۰۹ به «بانک مرکزی جمهوری آذربایجان» تغییر نام داد.

## معماری ساختمان مرکزی
بنای این ساختمان در محوطه حیدر علی‌اف بر اساس نوع شناسی اقتصاد رو به رشد در سال ۲۰۰۸ آغاز و در سال ۲۰۱۵ تمام شد. هندسه چند ضلعی ساختمان دارای یک طاقچه شفاف بین دو غار شرقی شرقی و شرقی است که پیچیدگی مجسمه ای دارد. 
با پیش فرض برای بهینه‌سازی کامل مزایای مفاهیم انرژی پایدار، مانند افزایش خورشید، حفاظت خورشید و تهویه طبیعی برای خنک کننده و حرارت دادن و همچنین نور روز طبیعی.

## تاریخچه
در اوایل قرن بیستم، آذربایجان استقلال خود را اعلام کرد و جمهوری خلق آذربایجان را در 28 مه 1918 تأسیس کرد. در ابتدا، اوراق قرضه ماوراء قفقاز به طور گسترده در جمهوری مستقل همراه با پول روسیه و اوراق قرضه باکو که توسط اداره شهر باکو منتشر می شد، استفاده می شد. خدمات شهری شورای باکو در ژانویه 1918 به تصمیم شورای کمیسرهای خلق باکو. همزمان شعبه باکو بانک دولتی سابق روسیه نیز به فعالیت خود ادامه داد. دولت جمهوری خلق آذربایجان در 7 مارس 1919 تصمیمی در مورد تأسیس بانک دولتی آذربایجان (بانک مرکزی) گرفت. در 16 سپتامبر همان سال، پارلمان جمهوری خلق آذربایجان منشور بانک دولتی آذربایجان را تصویب کرد. و بانک با مراسم افتتاحیه رسمی در 30 سپتامبر 1919 شروع به کار کرد.